# Persiane alla genovese

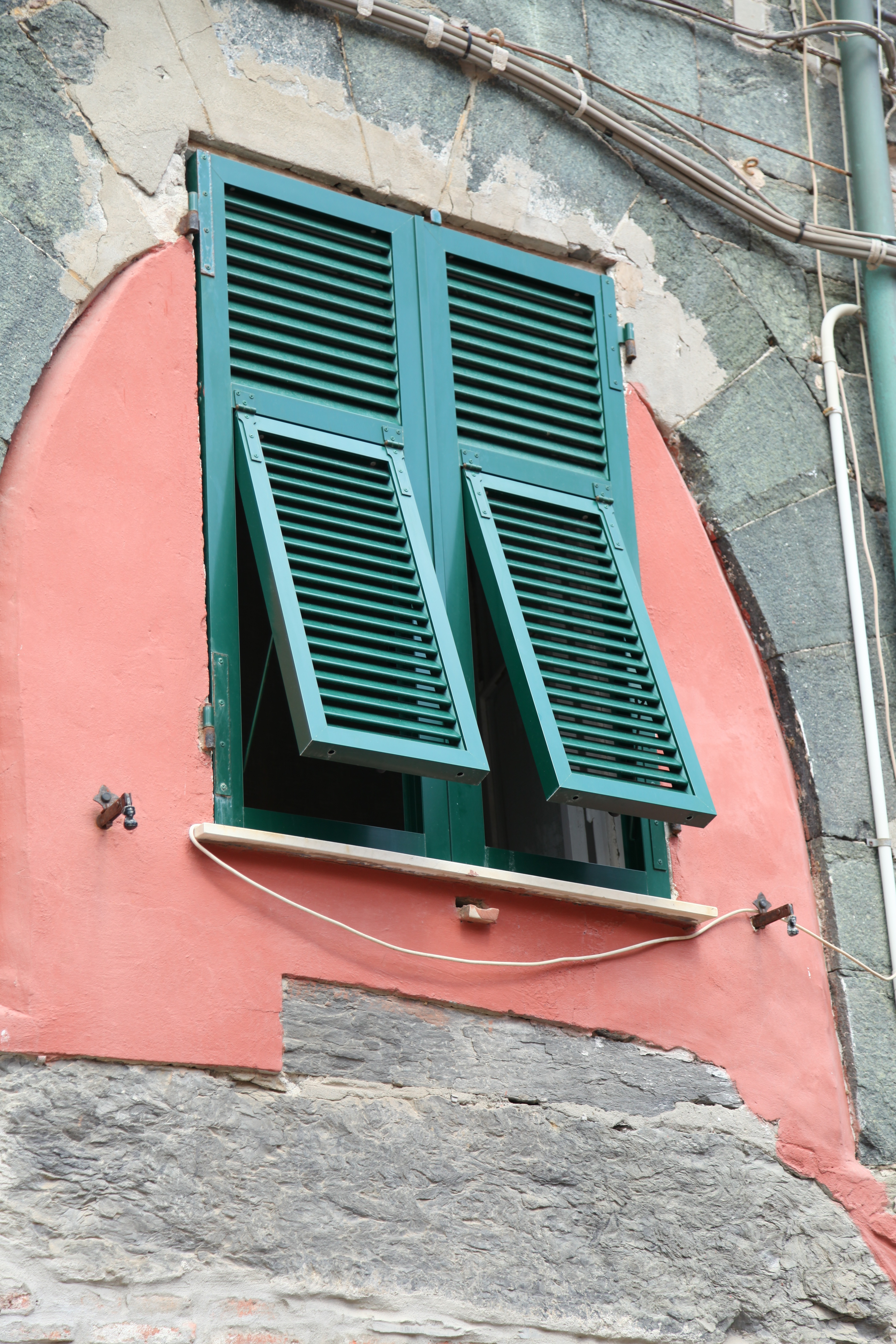
Un esempio moderno di persiane alla genovese

Le persiane alla genovese, o persiane genovesi (giöxîa o persiànn-a, in lingua genovese), sono una tipologia di infisso. Tradizionalmente originario dell'area genovese e della riviera ligure, si è poi diffuso nel resto d'Italia e in altre località del mondo, in particolare per mezzo della Repubblica di Genova. Dal 2017, il suo utilizzo è previsto come obbligo normativo dal regolamento edilizio di Genova per gli edifici già edificati. Simili obblighi edilizi sono presenti nei piani e regolamenti urbanistici di decine di comuni fra Liguria, Piemonte, Lombardia, Toscana ed Emilia-Romagna, oltre che nel piano per il restauro dell'edilizia storica del Parco nazionale delle Cinque Terre.

## Caratteristiche

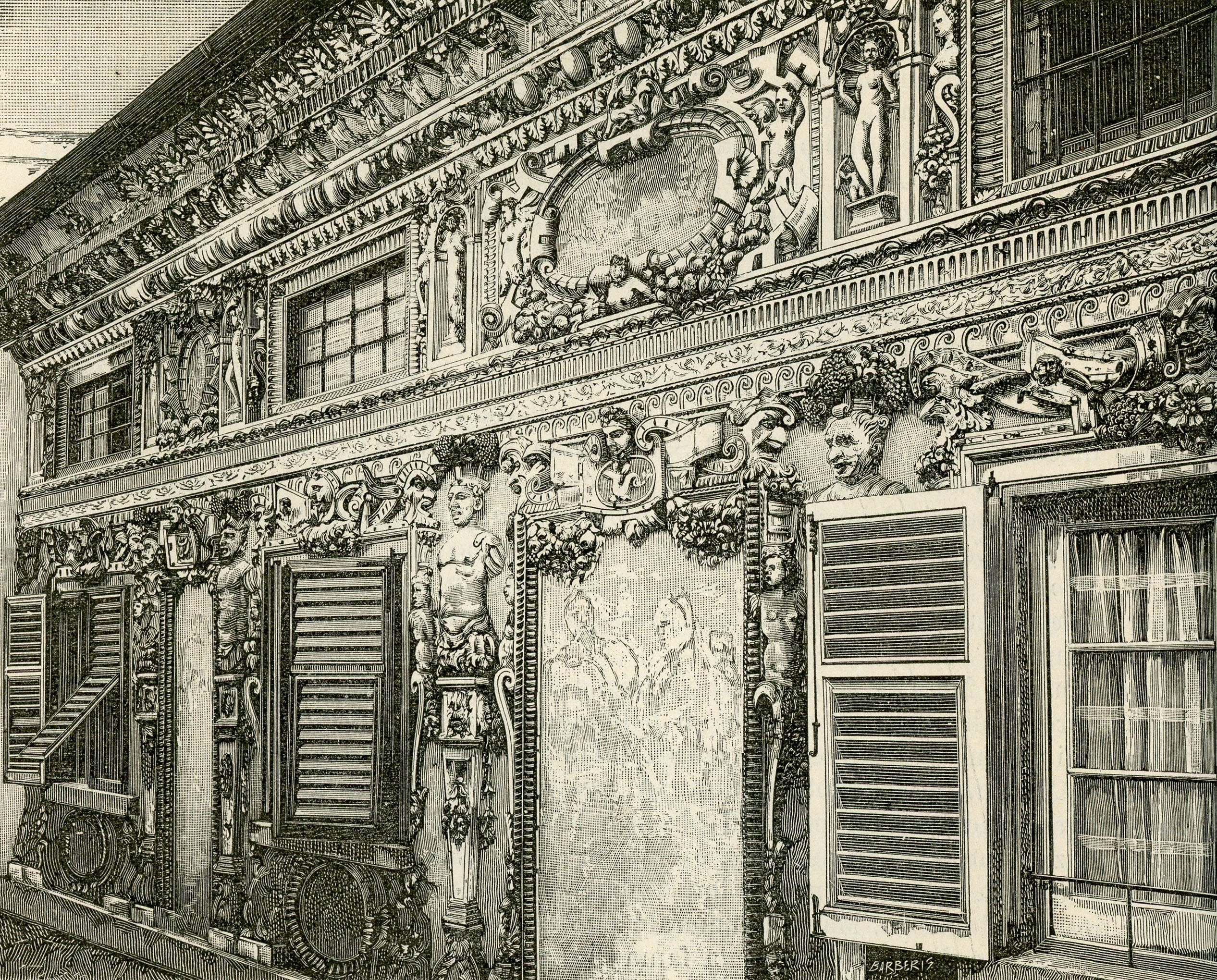
Xilografia del 1892 di Giuseppe Barberis, raffigurante la facciata di Palazzo Tommaso Spinola, in cui sono ben visibili vari dettagli tecnici degli infissi e della ferramenta

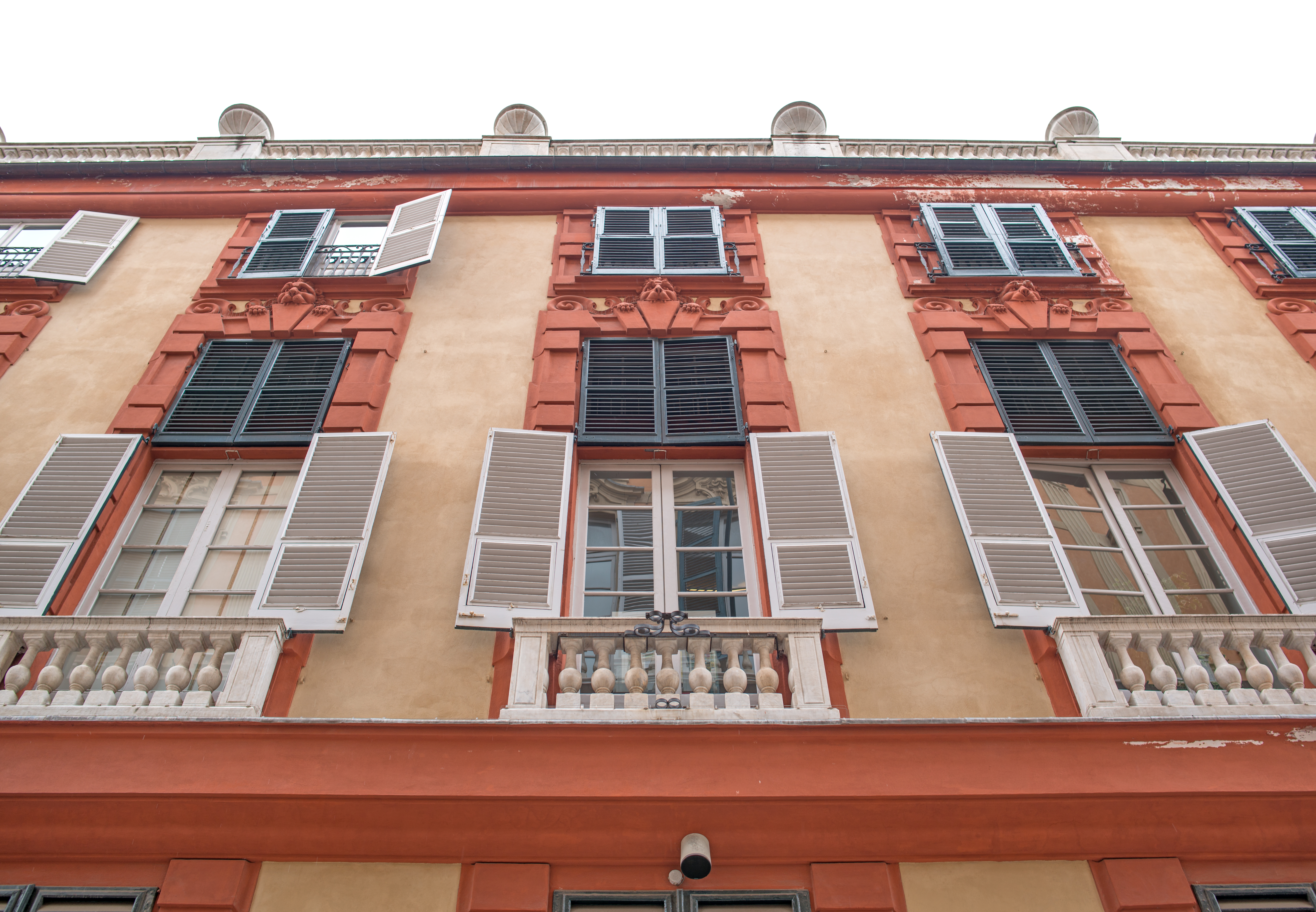
Le persiane alla genovese sulla facciata di Palazzo Rosso a Genova

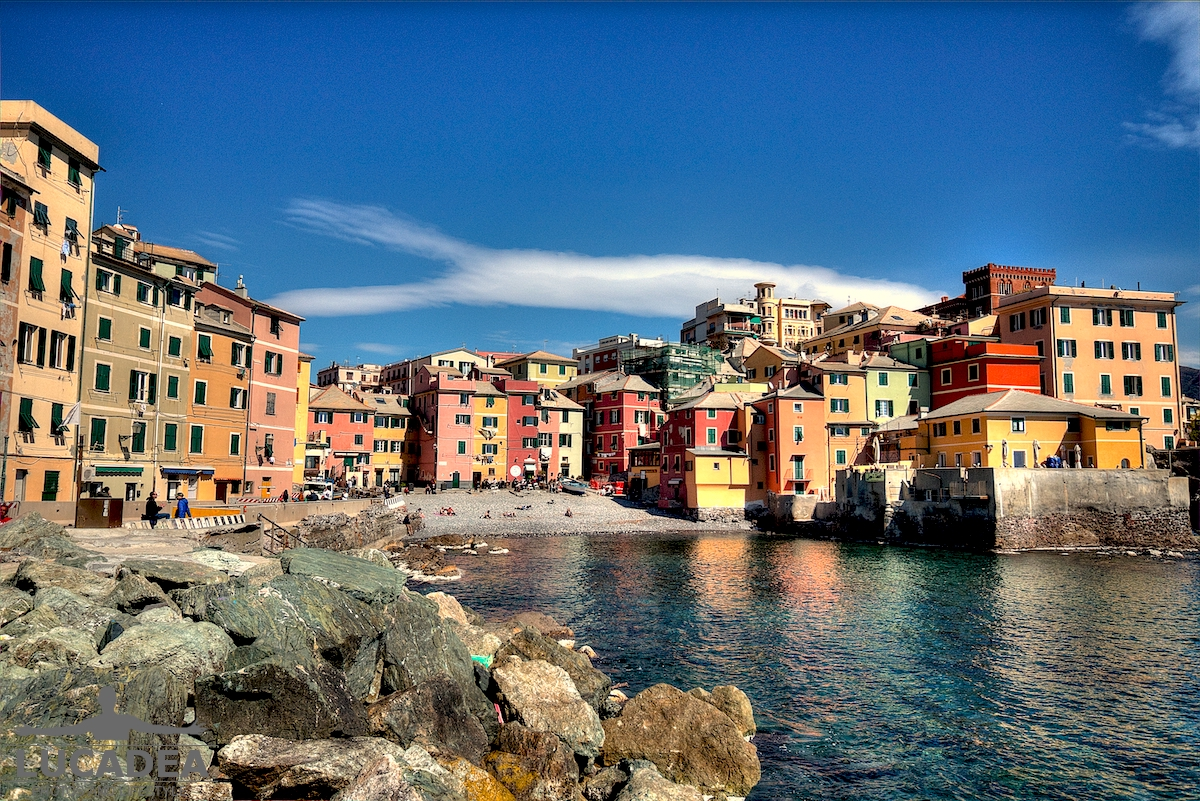
Uno scorcio del borgo storico di Boccadasse; tutti gli edifici raffigurati presentano persiane alla genovese

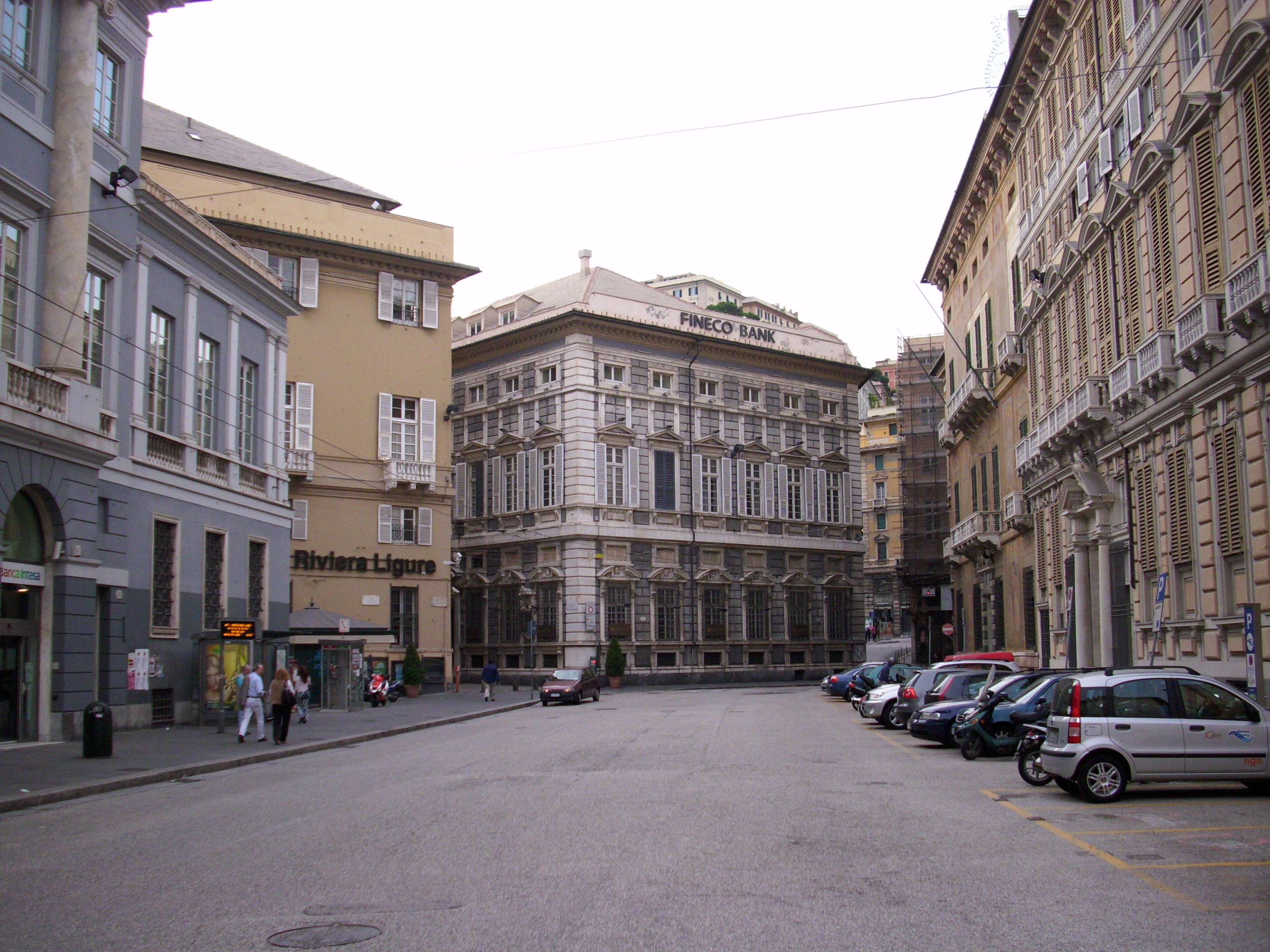
La piazza delle Fontane Marose, con una serie di palazzi storici (fra cui Pantaleo-Spinola, Pallavicini-Cambiaso e Negrone), le cui facciate sono ornate con persiane alla genovese.

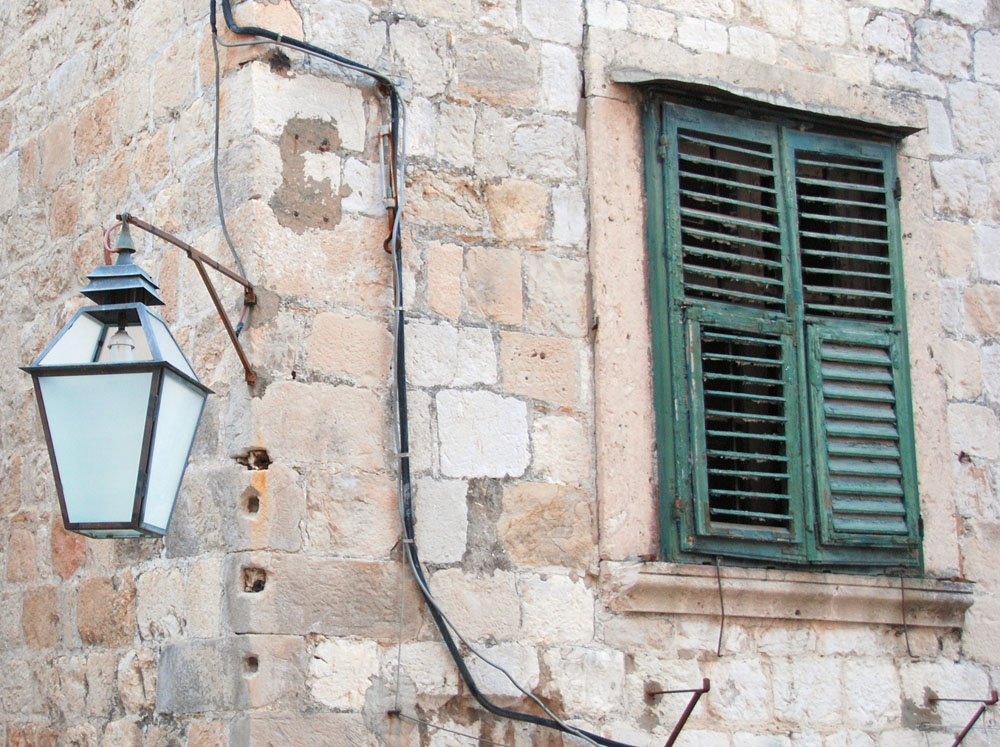
Un'antica persiana alla genovese a Cattaro, in Montenegro

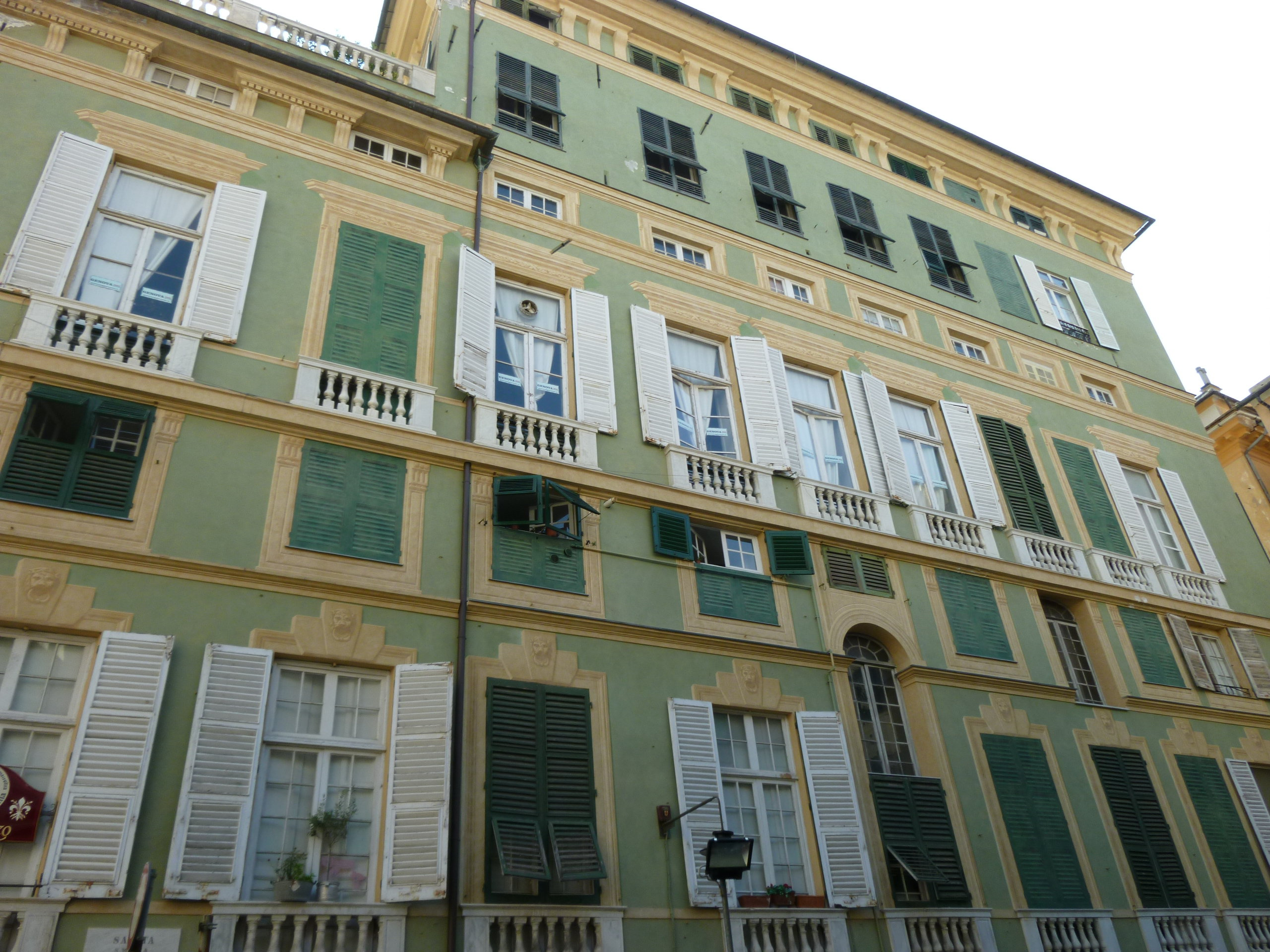
Un esempio di persiane alla genovese reali e dipinte a trompe-l'œil in Palazzo Gio Carlo Brignole

La persiana alla genovese è un infisso formato da montanti, traversi e stecche parallele inclinate, caratterizzato da ante battenti, suddivise in due ulteriori sezioni nel senso verticale, l'inferiore delle quali è basculante dal basso verso l'alto, con una caratteristica antina, conosciuta anche come "gelosia". Ciò consente un'apertura regolabile verso l'esterno per filtrare l'ingresso di luce e aria in modo variabile. Tale particolarità permette di mantenere gli ambienti arieggiati, limitando l'ingresso del sole diretto e la vista verso l'interno, caratteristiche particolarmente adatte al clima locale.
Le stecche, più larghe delle misure tradizionali (circa 7 cm contro 4), hanno una caratteristica inclinazione a 45°, e sono distanziate fra loro di circa un centimetro. Lungo il perimetro esterno vi è un profilo a toro.
La ferramenta moderna di corredo è costituita dalle cerniere incassate nella battuta oppure da astine verticali con terminale a gancio per il fissaggio a perni infissi nel davanzale e nel mezzanino della finestra. In origine, l'anta della persiana era invece mantenuta chiusa con un gancio infisso nel telaio della finestra da agganciarsi a un anello avvitato nel traverso dell'anta della persiana.
Per il mantenimento in posizione aperta, invece, si utilizzano ferma-persiana, tradizionalmente in ferro e a testa di moro od omino, fissati all'esterno della facciata, in corrispondenza del bordo inferiore delle ante principali.

### Materiali
Originariamente realizzate in legno, l'essenza più utilizzata è il pino massello, per la sua spiccata resistenza all'umidità. Sono tuttavia utilizzate anche altre essenze, fra le quali l'abete, il faggio, il larice, il rovere, il castagno, il sassofrasso, il cedro e altre. A partire dalla fine del XIX secolo sono iniziate le prime produzioni in ferro e acciaio e, in epoca più moderna, in alluminio e PVC, includendo anche modelli blindati.

## Storia
L'origine delle persiane è antichissima, ma i sistemi moderni a liste di legno si attestano fra il Cinquecento e il Settecento. I primi utilizzi delle persiane alla genovese nell'edilizia urbana risalgono almeno al XVII secolo, poco prima delle cosiddette veneziane, e si diffusero inizialmente negli edifici di maggior pregio del centro storico di Genova, e poi più ampiamente in tutti i centri urbani della Liguria e dei territori della Repubblica di Genova. Tutti i principali edifici nobiliari e aristocratici dell'epoca ne disponevano o sin dalla loro edificazione, o nelle ristrutturazioni successive. Sono presenti, per esempio, nel Palazzo del Principe, in Villa Di Negro Rosazza, Villa delle Peschiere, Villa Gropallo dello Zerbino.
Noti sono gli esempi di Palazzo Reale, di Palazzo Rosso, che presenta in facciata imponenti persiane bicolore, e quelli dei palazzi dei Rolli, patrimonio dell'umanità dell'UNESCO dal 2006. Il loro diffuso utilizzo, già dal XVIII secolo ha generato la moda architettonica di affrescare persiane a trompe-l'œil sulle facciate degli edifici, anche ove non presenti.
Nei secoli seguenti, il suo utilizzo si diffuse, diventando un elemento di design urbanistico tradizionale, e influenzando più ampiamente l'architettura urbanistica anche a livello internazionale, come per esempio nel caso dei nuclei storici di Gibilterra, dove era presente una comunità genovese, e di Cachoeira in Brasile.

### Nome
In lingua genovese la persiana è chiamata tradizionalmente giöxîa, ovvero gelosia, termine passato anche alla lingua italiana, utilizzato in alcune regioni per indicare la sola antina ad apertura verticale specificamente caratteristica delle persiane alla genovese. L'etimologia del termine, secondo il vocabolario Treccani, avrebbe origine dalla possibilità che questa tipologia di persiane avrebbe garantito alle donne "di stare alle finestre togliendole però alla vista degli estranei". L'infisso, già dall'Ottocento, è indicato in lingua genovese anche come persiànn-a, dall'influenza linguistica toscana.

## Piani urbanistici e regolamenti edilizi
L'utilizzo delle persiane alla genovese, come elemento tipologico tradizionale, è dal 2017 stabilito anche dal regolamento edilizio comunale di Genova, il quale prevede all'articolo 100 la regola secondo cui «le finestre degli edifici devono di norma essere munite di persiane "alla genovese"». È ammessa deroga solo per gli «edifici di ambiente rurale» o di «nuova costruzione», nei quali sono permessi infissi differenti «purché concepiti in armonia con l'architettura e i caratteri dell'edificio».
Simili normative sull'utilizzo delle persiane alla genovese sono in vigore in numerosi altri capoluoghi e comuni della Liguria, Piemonte, Lombardia, Emilia-Romagna e Toscana, quasi sempre con carattere di obbligo urbanistico o di preferenza. Fra questi: Savona, Recco, Rapallo, Santa Margherita Ligure, Lavagna, Moneglia, Savignone, San Colombano Certenoli, Coreglia, Spotorno, Noli, Finale Ligure, Vobbia, Portofino, Cogoleto, Castellaro, Bergeggi, Monterosso, Borgio Verezzi, Acqui Terme, Arcola, Avegno, Levanto, Varazze, Lerici, Onzo, Vallecrosia, Ne, Boissano, Andora, Vezzi Portio, Maissana, Valbrevenna, Massimino, Ravarino, Celle Ligure, Riomaggiore, Castelverde, Pietrasanta, Mirandola, Beverino, e altri.

## Galleria d'immagini

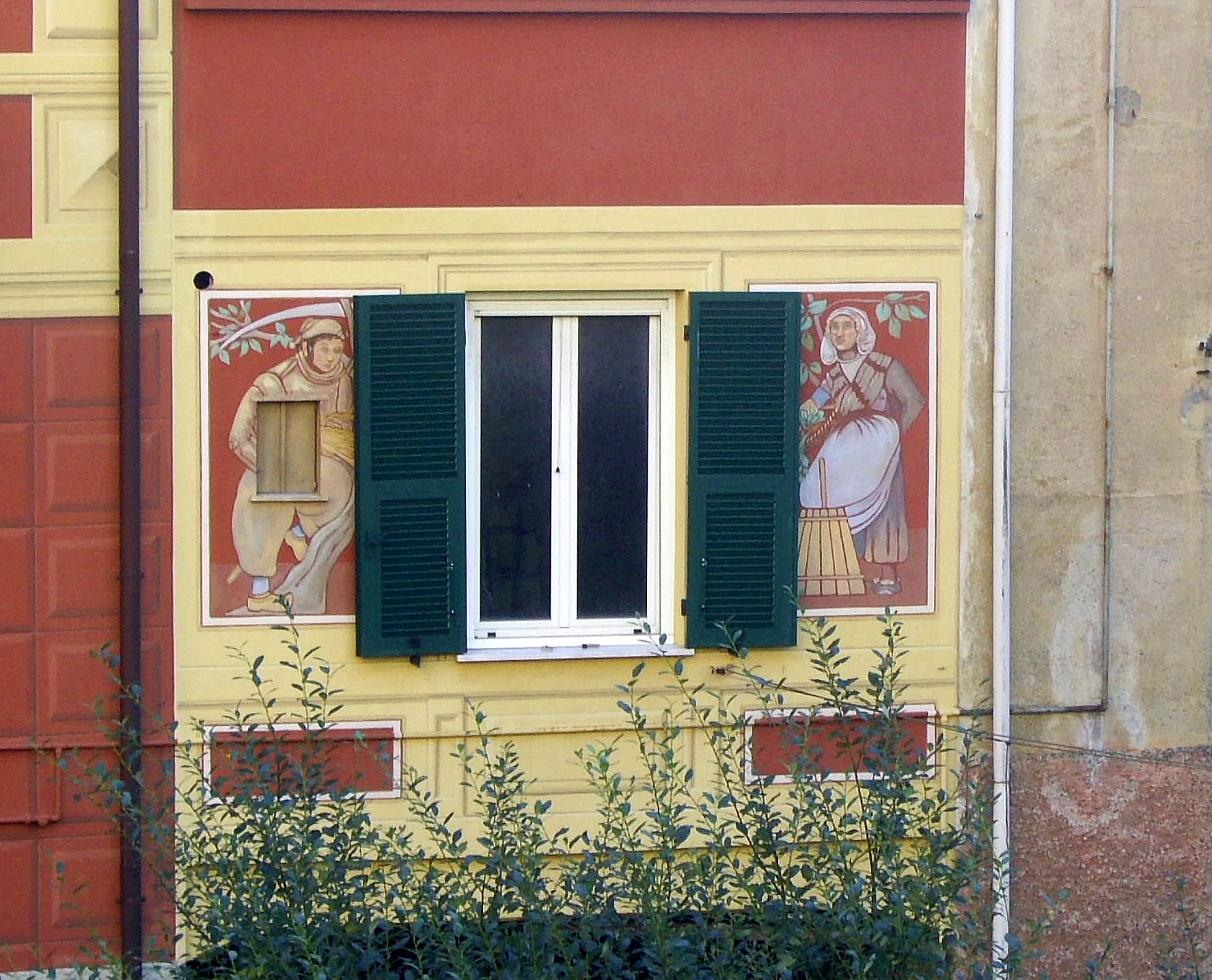
Dettaglio di facciata affrescata con persiana alla genovese in Campomorone
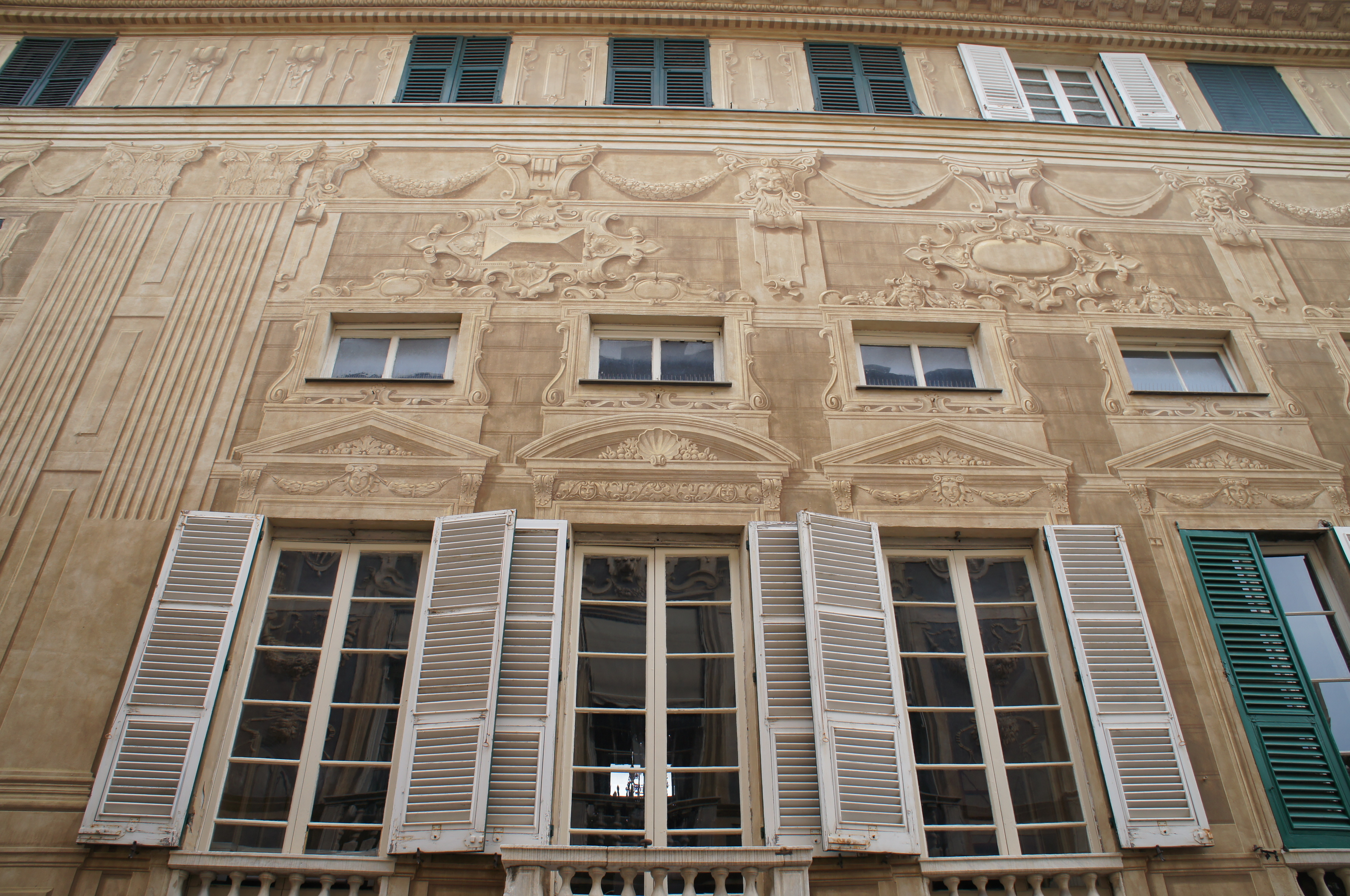
Dettaglio della facciata di Palazzo Cattaneo-Adorno
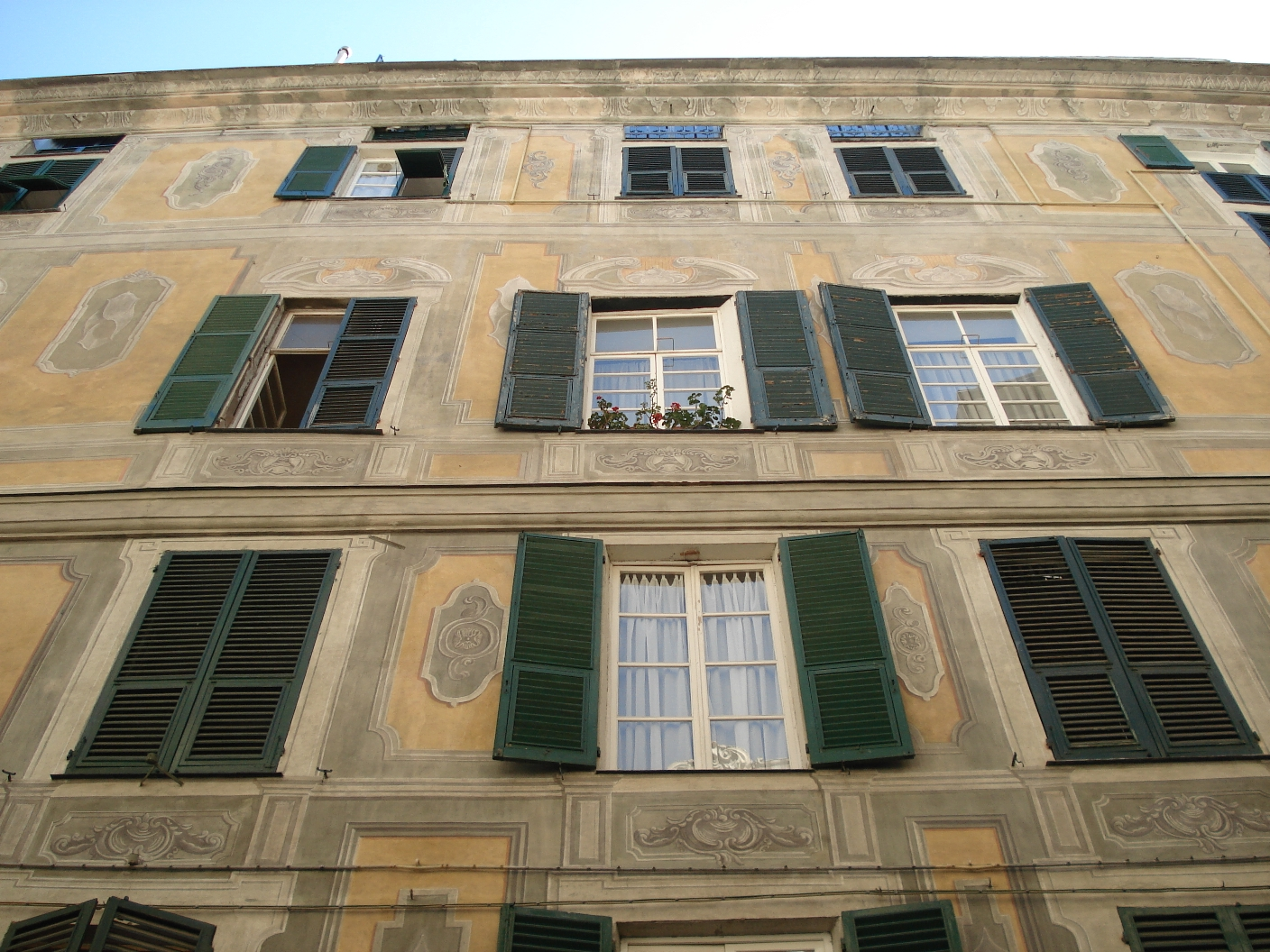
Dettaglio della facciata di Palazzo Spinola di San Luca
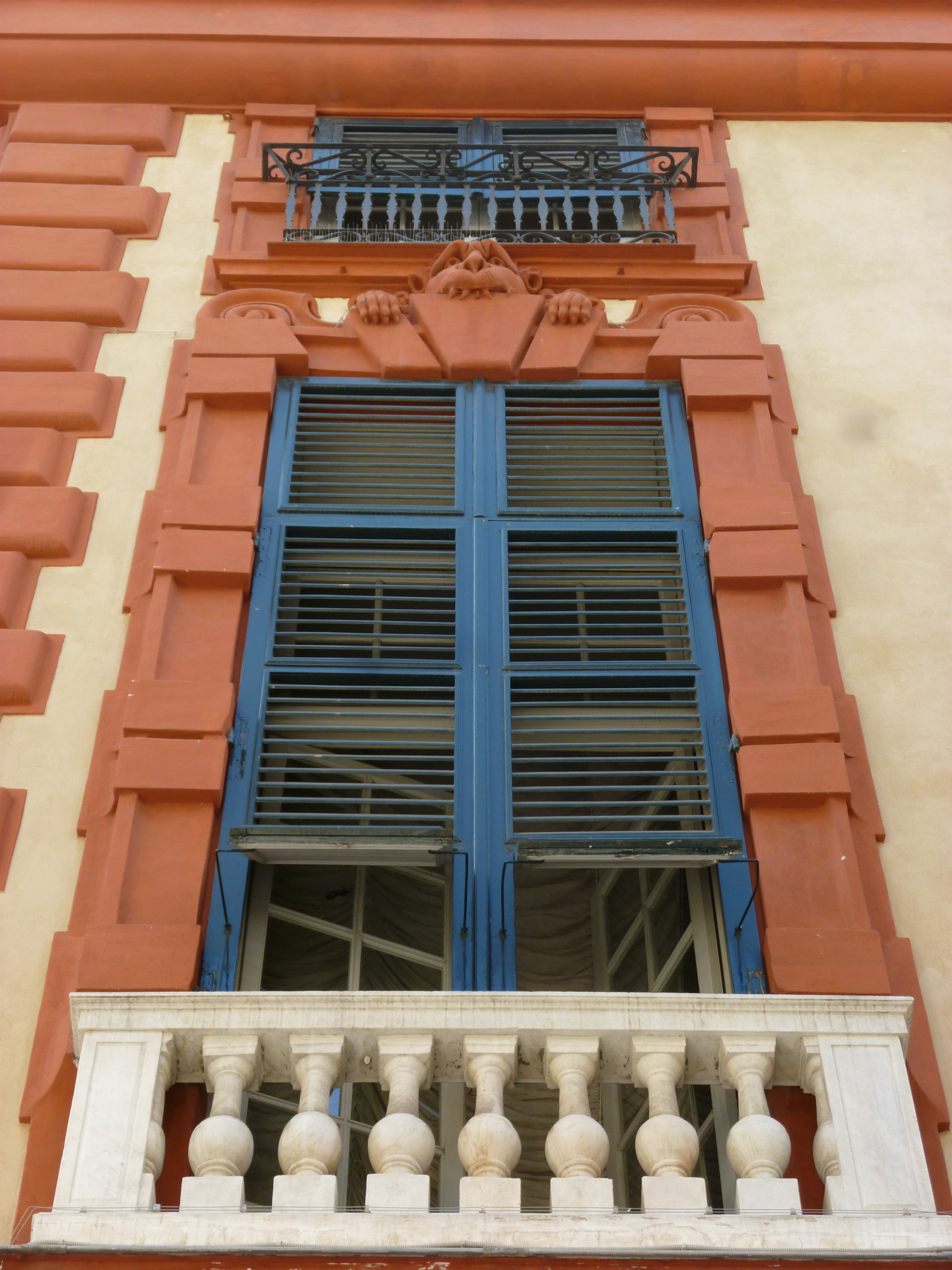
Una delle finestre di Palazzo Rosso
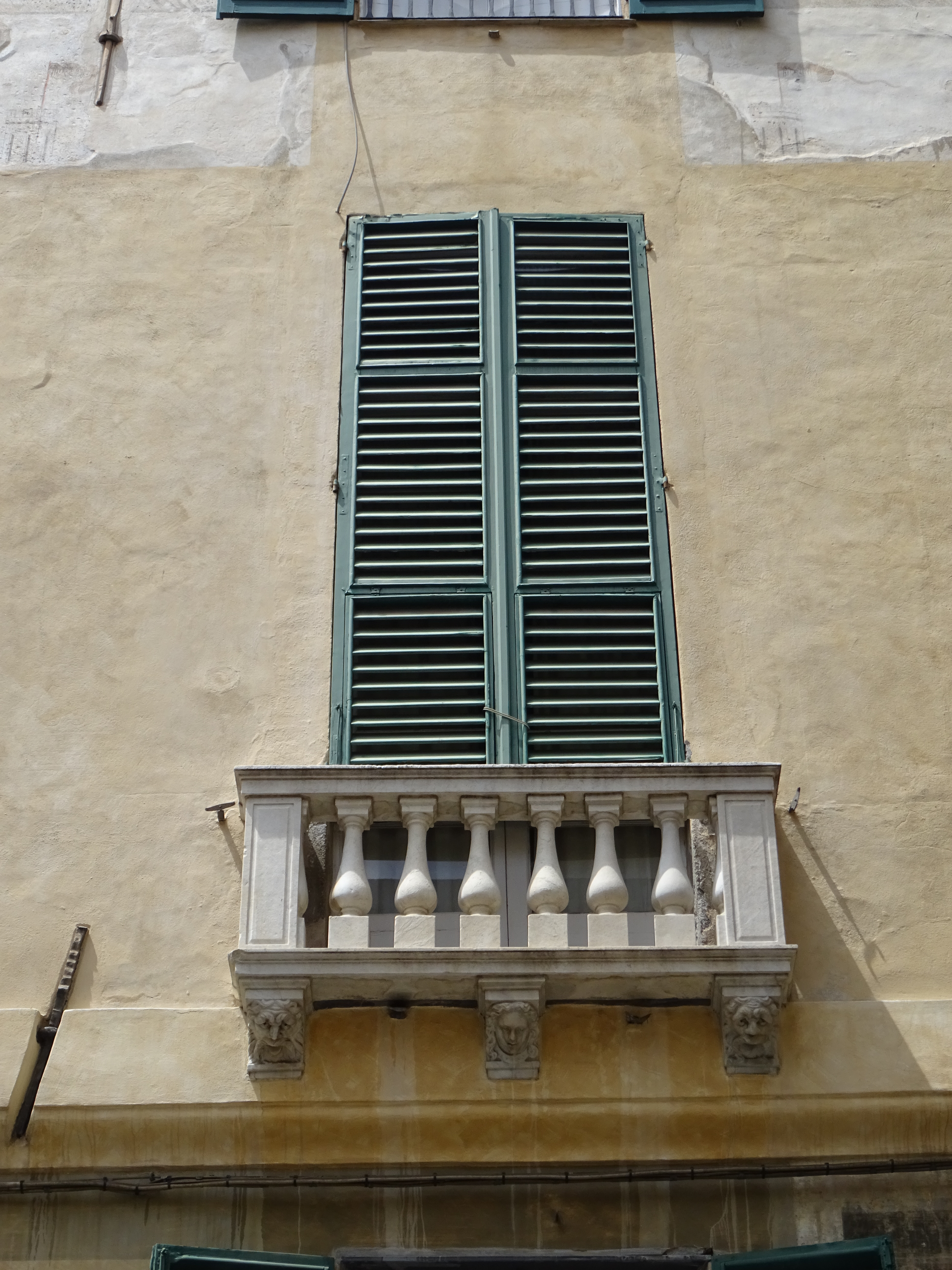
Persiana con balconcino, in Palazzo Giorgio Doria
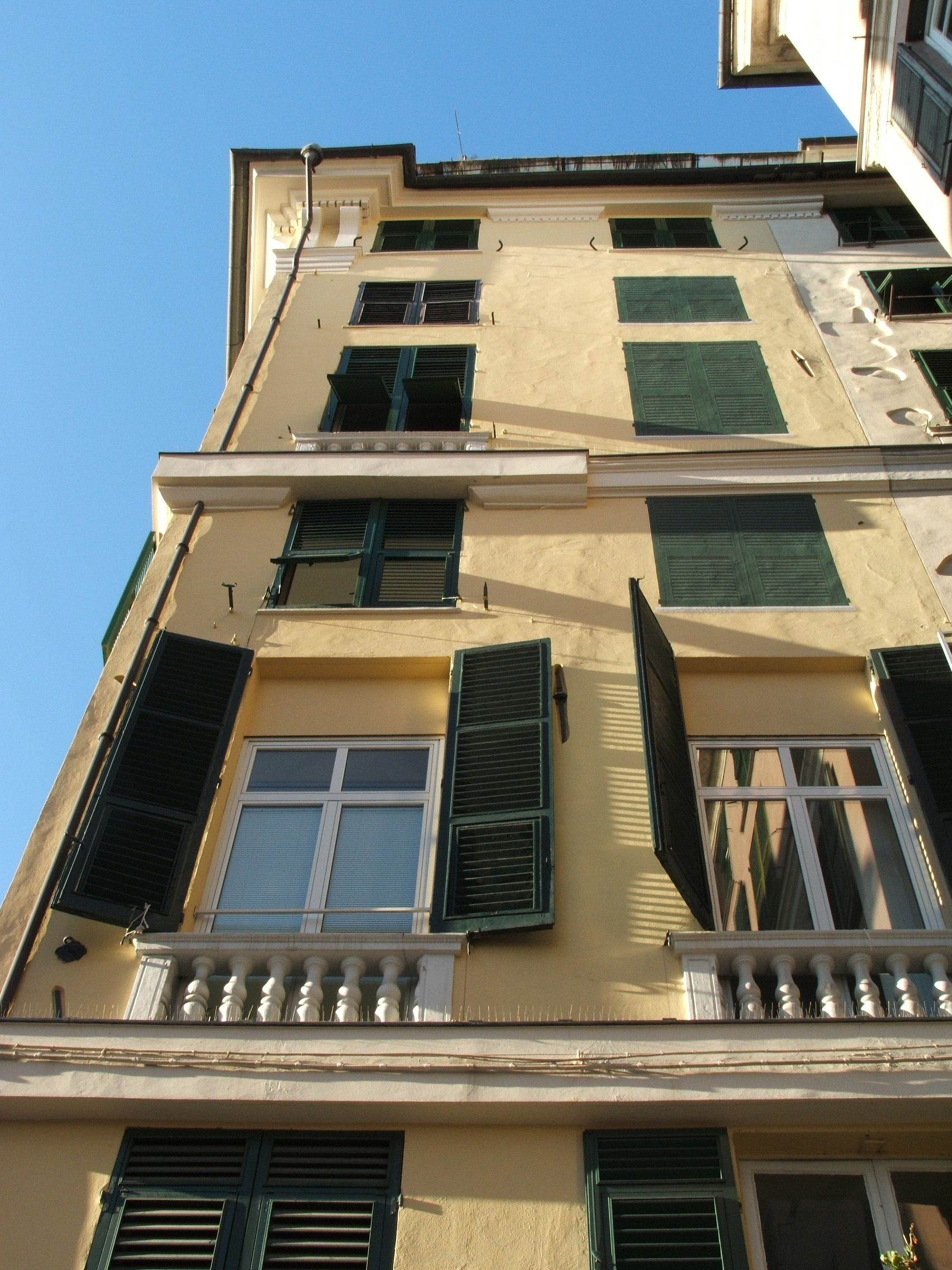
Una serie di persiane alle genovese e persiane dipinte a trompe-l'œil
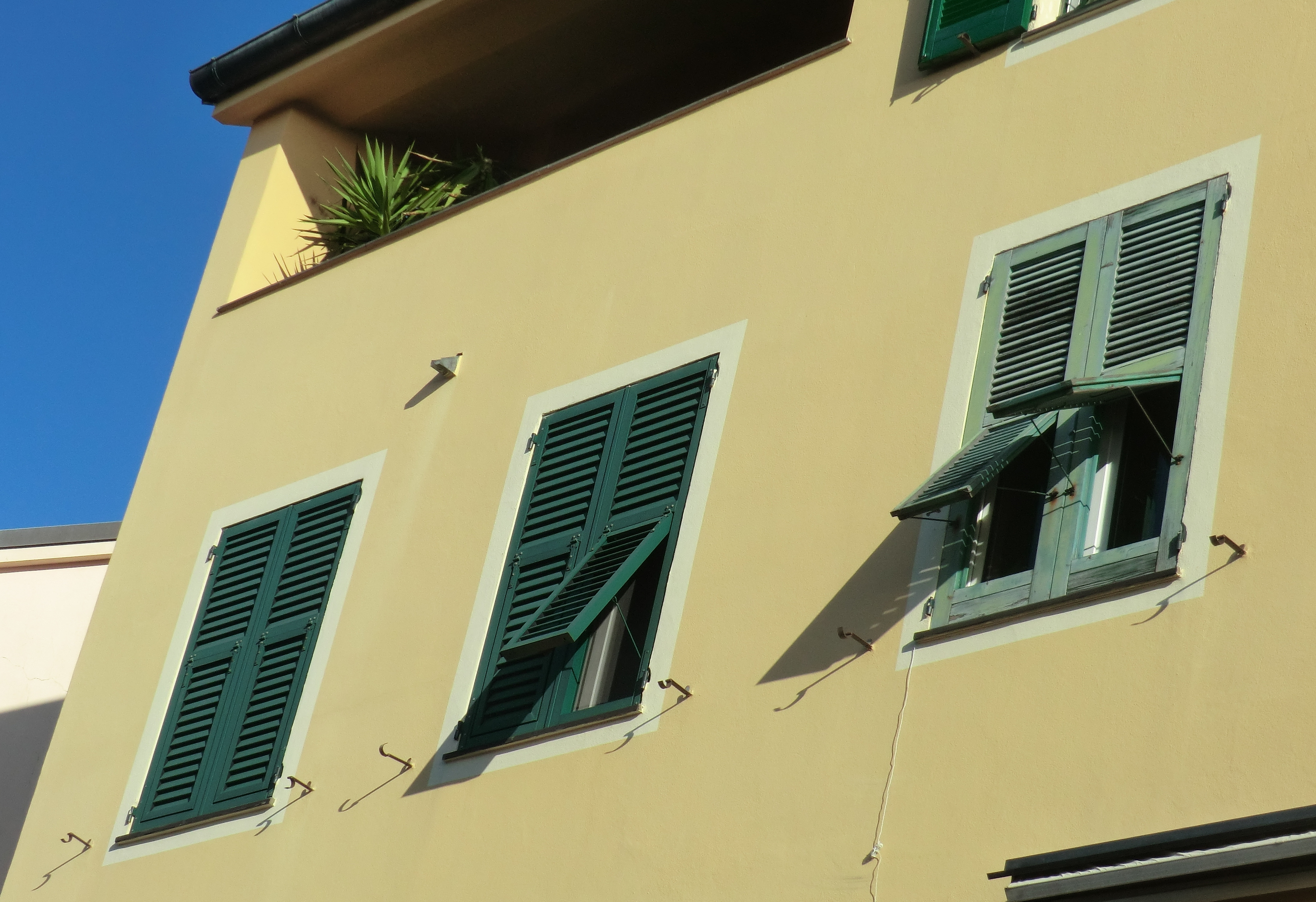
Persiane in alluminio e in legno (Colle degli Ometti)